# Nerv

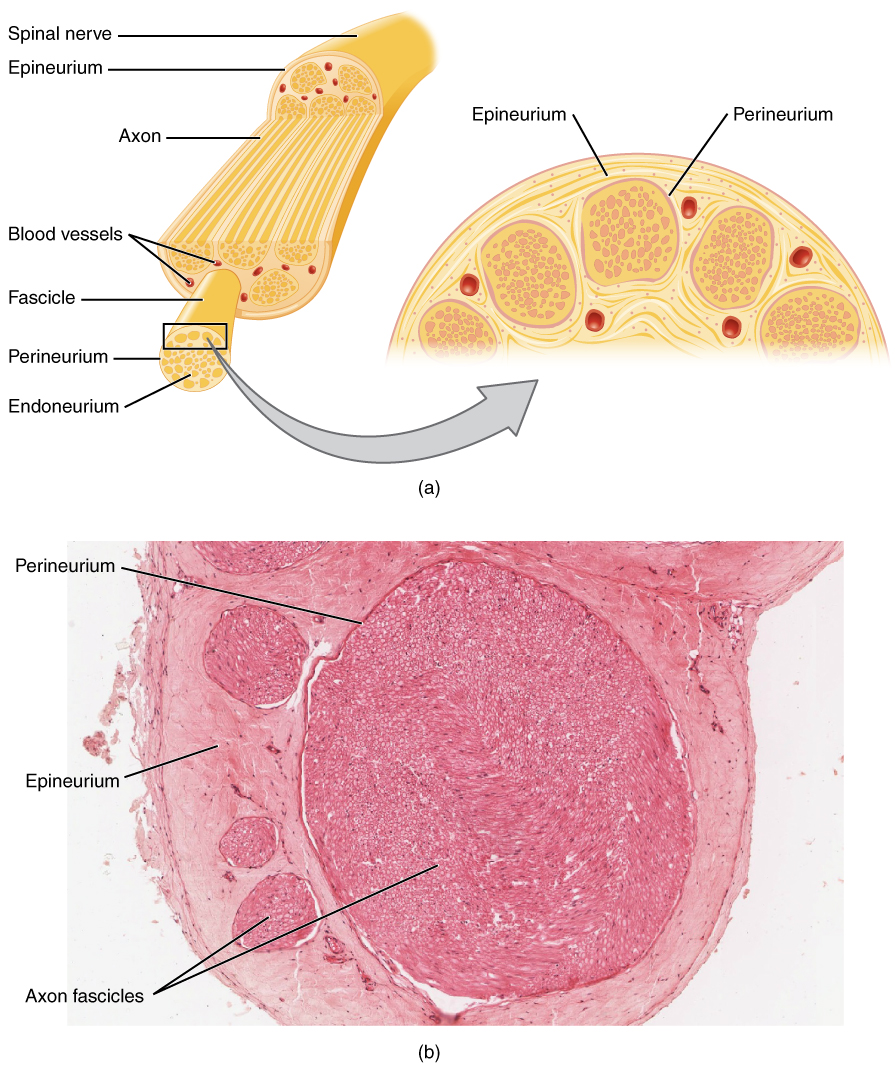
Tvärsnitt av en nerv.
Spinal nerve = ryggmärgsnerv.

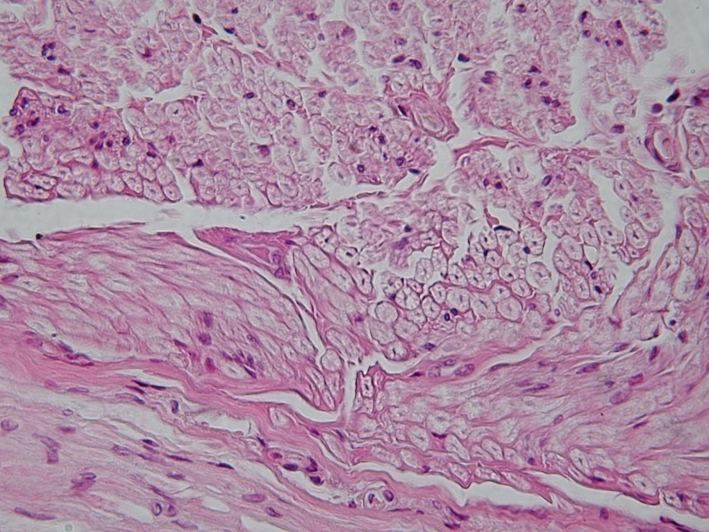
Exempel på nervvävnad, histologiskt tvärsnitt av en nerv.

En nerv är en bunt av axoner från nervceller som leder elektriska impulser i det perifera nervsystemet. Nerverna förmedlar signaler i kroppen mellan det centrala nervsystemet (hjärnan) och kroppens organ och muskler. En nervcell består av en cellkropp samt två olika typer av utskott: axoner och dendriter. Axoner kan bli över 1 meter långa:7 och leder signaler från nervcellskroppen. Dendriter leder signaler in mot cellkroppen.
Man skiljer mellan sensoriska, sammanbindande och motoriska nerver. Sensoriska nerver leder signaler till ryggmärgen och hjärnan från periferin, sammanbindande nerver binder samman olika delar av hjärnan och ryggmärgen, och motoriska nerver leder impulser från hjärnan och ryggmärgen till exempelvis en muskelcell.
Nervimpulserna avancerar som elektriska signaler inne i nervcellen (neuronet) i riktning från dendrit till axon. En nervcells axon möter en annan nervcells dendrit i det som kallas en synaps. I synapsen mellan nervcellerna avancerar signalen med hjälp av en signalsubstans, t.ex. acetylkolin, som frigörs från axonet och uppfattas av dendritens receptorer. Efter synapsen avancerar nervimpulsen igen i nästa nervcell som en elektrisk signal.
Långa nervceller är ofta täckta med myelin för att impulsen ska avancera snabbare.:51–53
Nerver tillhör det perifera nervsystemet. Nerver som utgår från ryggmärgen kallas ryggmärgsnerver. Det finns 12 par nerver som utgår från hjärnan (inklusive hjärnstammen) vilka kallas kranialnerver. De tillhör också det perifera nervsystemet, dock kan kranialnerv II anses tillhöra det centrala nervsystemet. Motsvarigheten till nerv i det centrala nervsystemet är nervbana.:14